# Ammophila sinensis
Ammophila sinensis är en biart som beskrevs av Sickmann 1894. Ammophila sinensis ingår i släktet Ammophila och familjen grävsteklar. Inga underarter finns listade i Catalogue of Life.